# ホセイン・カナーニ
ホセイン・カナーニザデガン（Hossein Kanaanizadegan、1994年3月23日 - ）はイランのサッカー選手。ポジションはDF。ペルセポリス所属。

## 経歴

### クラブ
2012年1月にペルセポリスFCと2年半契約を結んだ。その後、ポルトガルとイラン国内のクラブに期限付き移籍した。
2016年5月、ペルセポリスからの復帰要請を拒否しライバルクラブのエステグラルFCと契約した。
2017-18シーズンはサイパFCに在籍した。
2019年7月7日、ペルセポリスと2年契約を結び復帰した。

### 代表
2015年6月11日のウズベキスタン代表との親善試合でA代表デビュー。
2022 FIFAワールドカップの本大会メンバーにも選出された。

## 代表歴

### 出場大会
- イラン代表
  - 2022 FIFAワールドカップ

### 試合数
- 国際Aマッチ 44試合 4得点（2015年-）[5]

| イラン代表 | 国際Aマッチ | 国際Aマッチ |
| 年         | 出場        | 得点        |
| ---------- | ----------- | ----------- |
| 2015       | 2           | 0           |
| 2016       | 0           | 0           |
| 2017       | 1           | 0           |
| 2018       | 3           | 0           |
| 2019       | 10          | 1           |
| 2020       | 2           | 0           |
| 2021       | 10          | 1           |
| 2022       | 8           | 0           |
| 2023       | 8           | 2           |
| 2024       |             |             |
| 通算       | 44          | 4           |